# Murski Vrh
Murski Vrh este o localitate din comuna Radenci, Slovenia, cu o populație de 134 de locuitori.